# Callulina kreffti
Callulina kreffti е вид земноводно от семейство Microhylidae.

## Разпространение
Видът е разпространен в Кения и Танзания.